# Dino Zardini
Dino Zardini (Cortina d'Ampezzo, 16 agosto 1943) è un ex giocatore di curling italiano, atleta del Curling Club Anpezo.

## Carriera agonistica

### Nazionale
Il suo esordio con la nazionale italiana di curling è stato il campionato europeo del 1980, disputato a Copenaghen, in Danimarca: in quell'occasione l'Italia si piazzò al settimo posto.
Nel 2003 entra nella formazione della nazionale senior con cui ha partecipato a due campionati mondiali senior.
In totale Dino vanta 26 presenze in azzurro. Il miglior risultato dell'atleta è il settimo posto ottenuto ai campionati europei del 1980 disputati a Copenaghen, in Danimarca.
CAMPIONATI
Nazionale assoluta: 11 partite
- Europei
  - 1980 Copenaghen ( Danimarca) 7°

Nazionale senior: 15 partite
- Mondiali senior
  - 2003 Winnipeg ( Canada) 9°
  - 2005 Greenacres ( Scozia) 13°

### Campionati italiani
Dino ha preso parte ai campionati italiani di curling con il Curling Club Anpezo ed è stato due volte campione d'Italia:
- Italiani master
  - 2003  con Enrico Alberti, Valerio Constantini e Gianantonio Gilarduzzi
  - 2005  con Enrico Alberti, Roberto Fassina e Valerio Constantini